# Système de retraite en Belgique
Le système de retraite en Belgique, l'un des plus étudiés, avec celui de la Suède, dans le cadre des réformes des Systèmes de retraite en Europe, est dominé par un régime public de retraite par répartition, auquel s'ajoutent des pensions facultatives, assurées à la fois par des fonds de pension professionnels et des contrats individuel de capitalisation, qui représentent à eux deux 15 % des pensions versées environ.

## Taux de remplacement de 60%
La Belgique bénéficie d'un ratio démographique proche de la moyenne européenne, mais souffre d'un taux d’activité plutôt bas, en particulier parmi les 55-60 ans et les 60-65 ans, ce qui pèse sur l'efficacité générale du système, même après la réforme de 1997. Le système contributif assure un taux de remplacement de 60 % à un salarié et de 75 % à un ménage n’ayant qu’un seul revenu. Dans le secteur privé, l’âge d’octroi d’une pension est de 65 ans, mais il est possible de prendre une retraite anticipée à 60 ans, contre 55 ans dans les années 1990, à condition d'avoir cotisé 35 années, minimum qui était fixé à 28 années avant 2005.

## Réforme de 1997
La réforme de 1997, étalée dans le temps jusqu'en 2009, a principalement aligné la situation des femmes sur celles des hommes, en égalisant l'âge légal de départ à la retraite. Auparavant, il était de 65 ans pour les hommes, et de 60 ans pour les femmes, chaque année comptant pour une fraction de carrière de 1/45e pour les hommes, de 1/40e pour les femmes. Depuis la réforme, le seuil de 65 ans a été généralisé aux femmes.
La réforme de l'âge légal de départ à la retraite, à première vue abrupte, masque cependant un aménagement qui en réduit la portée. De nombreuses périodes non contributives sont assimilées ou prises en compte, chacune selon des conditions légales spécifiques) : chômage, prépension conventionnelle, certaines périodes d’interruption de carrière, incapacité de travail, repos d’accouchement, vacances annuelles, service militaire, grève reconnue, détention préventive, périodes d’études régularisées.
La réforme a aussi institué un montant minimum de la pension de retraite pour une carrière complète, selon la situation familiale (14 629,39 euros par an pour un ménage et 11 707,19 euros par an pour une personne isolée. La Belgique dispose aussi d'un  montant maximum, dans un souci de justice sociale. Par exemple, pour un salarié exerçant son droit à pension en 2008 et dont les salaires de référence étaient supérieurs aux plafonds, la pension sera plafonnée à 20 017,36 euros par an pour une personne isolée.

## Théorie des 3 piliers
Le système de retraite belge est basé sur l'équilibre entre 3 piliers permettant au citoyen de jouir d'une pension décente. Chacun de ces piliers a ses propres modes de fonctionnement, le caractère plus ou moins collectif du pilier influant fondamentalement sur son mode d'organisation. Le premier et le second pilier sont communément appelés Régime de Retraite.
- Premier pilier

Ce premier pilier reprend les pensions légales déboursées par la Sécurité Sociale. Celles-ci sont financées par les cotisations sociales prélevées auprès des employeurs sur le salaire des travailleurs. Les pensions sont basées sur le principe de la retraite par répartition.
- Deuxième pilier

Il s'agit des pensions complémentaires financées par des cotisations patronales extralégales versées auprès d'assurances-groupes et/ou de fonds de pension. L'employeur conclut ici un contrat : les primes versées peuvent être complétées par une cotisation des travailleurs qui peuvent ainsi se constituer un patrimoine complémentaire. Quant aux travailleurs indépendants exerçant leur activité en personnes physiques, ils pourront aussi profiter du 2e pilier par le biais de la pension libre complémentaire pour travailleurs indépendants (PLCI). Dans ce cas, ils financeront eux-mêmes leur retraite, en étant encouragés par l'État. Cet encouragement prend la forme d'une réduction de l'impôt retenu sur leur revenus professionnels
- Troisième pilier

Ce troisième pilier représente les pensions complémentaires individuelles (épargnes pensions, assurance vie, etc.) et d'autres avoirs personnels pouvant permettre le financement de la retraite personnelle à titre individuel. Ces derniers sont souvent regroupés dans un quatrième pilier.
Un quatrième pilier, non officiel, est constitué du patrimoine que l'on constitue soi-même pour ensuite en tirer profit : le financement de sa propre maison, l'achat d'une résidence secondaire, les propriétés dont des revenus locatifs sont tirés, la valeur de sa propre entreprise, les plans de stock-options de ceux qui travaillent dans une multinationale, les comptes d'épargne, les portefeuilles de titres contenant actions et obligations, etc. Le terme 4e pilier en tant qu'outil particulier de financement de la retraite n'est pas accepté par tous. En effet, quelle que soit sa nature, l'épargne personnelle acquise au long d'une vie n'a pas pour but unique de financer la retraite, au contraire des 3 premiers piliers dont l'appellation n'existe que parce qu'ils financent une retraite et rien d'autre.

## Pistes de nouvelle réforme
Les syndicats belges souhaitent dégager d’autres ressources pour financer les retraites, parmi lesquelles une taxe sur l’énergie, sur les revenus du capital, ou sur le capital des entreprises. Les gouvernements, pour leur part, ont souhaité aligner le taux de remplacement de la retraite de base du secteur public sur celui du secteur privé, comme dans d'autres systèmes de retraite en Europe, mais sans oser le faire, par crainte de contestation sociale et de grèves. Les préretraites sont faciles et fréquentes, mais en voie de réforme et les ressources induites par la hausse des taux d’activité des 55-65 ans et la baisse du chômage, pourraient selon les économistes être utilisées pour améliorer le niveau de vie des retraités.